# Odontoscion eurymesops
Odontoscion eurymesops es una especie de pez de la familia Sciaenidae en el orden de los Perciformes.

## Morfología
• Los machos pueden llegar alcanzar los 25 cm de longitud total.

## Alimentación
Come principalmente zooplancton.

## Hábitat
Es un pez de mar y de clima tropical (1°N-1°S)y asociado a los  arrecifes de coral que vive entre 3-30 m de profundidad.

## Distribución geográfica
Se encuentra en el Océano Pacífico oriental: las Islas Galápagos.

## Observaciones
Es inofensivo para los humanos.